# Pranato
El pranato es una forma de organización delictiva de Venezuela formada por criminales llamados pranes. Un pran (acrónimo de: preso rematado, asesino nato) es un líder criminal principal que controla un penal, sea una cárcel, prisión o sitio de reclusión de un grupo de reos bajo condena o esperando una, y en muchos casos, esperando un juicio.

## Historia
El pranato ha generado una cultura alrededor del crimen y la violencia en los centros de reclusión del país. En las cárceles, los pranes viven a sus anchas y tienen control sobre los penales, algunos teniendo incluso cultivos de marihuana, campo de golf, piscina, restaurantes, panadería, servicio de manicura, tiendas para mascotas, expendios de drogas, motocicletas, gimnasio, parque infantil, discoteca y arsenales de armas de fuego. También tienen acceso a prostitutas y a servicios de telecomunicaciones que utilizan para ejecutar extorsiones, sicariatos, secuestros y estafas.
De igual forma, existen casos en los que los pranes controlan los hechos delictivos de algunas zonas específicas en el territorio nacional: si a alguien le roban su vehículo, es posible que este lo recupere si cancela el rescate y logra coordinarlo con el pran, ya que este puede dar con el paradero del vehículo y devolverlo previa cancelación del monto establecido.
En el plano espiritual y religioso, los pranes suelen creer y practicar la brujería y la santería, como protección personal, asesoría espiritual y con la que justifican su violencia. El vocablo «pran» es creado del argot delictivo, de las jergas venezolanas. No obstante, este concepto se ha extendido y está tomando cada vez mayor fuerza y mayor aplicación en otros países de Latinoamérica como Colombia y Brasil, o inclusive hasta en Estados Unidos. Los pranes han desarrollado su propio argot dentro de las prisiones.